# يحيى قاسم عيسى
يحيى قاسم عيسى (بالإنجليزية: Yahya Kassim Issa)‏ هو سياسي تنزاني، ولد في 25 سبتمبر 1950 في سلطنة زنجبار. حزبياً، نشط في حزب الثورة ‏. وقد انتخب عضو الجمعية الوطنية لتنزانيا.